# Kobold
Kobold ist ein Begriff für Haus- und Naturgeister.

## Mythologische Figur

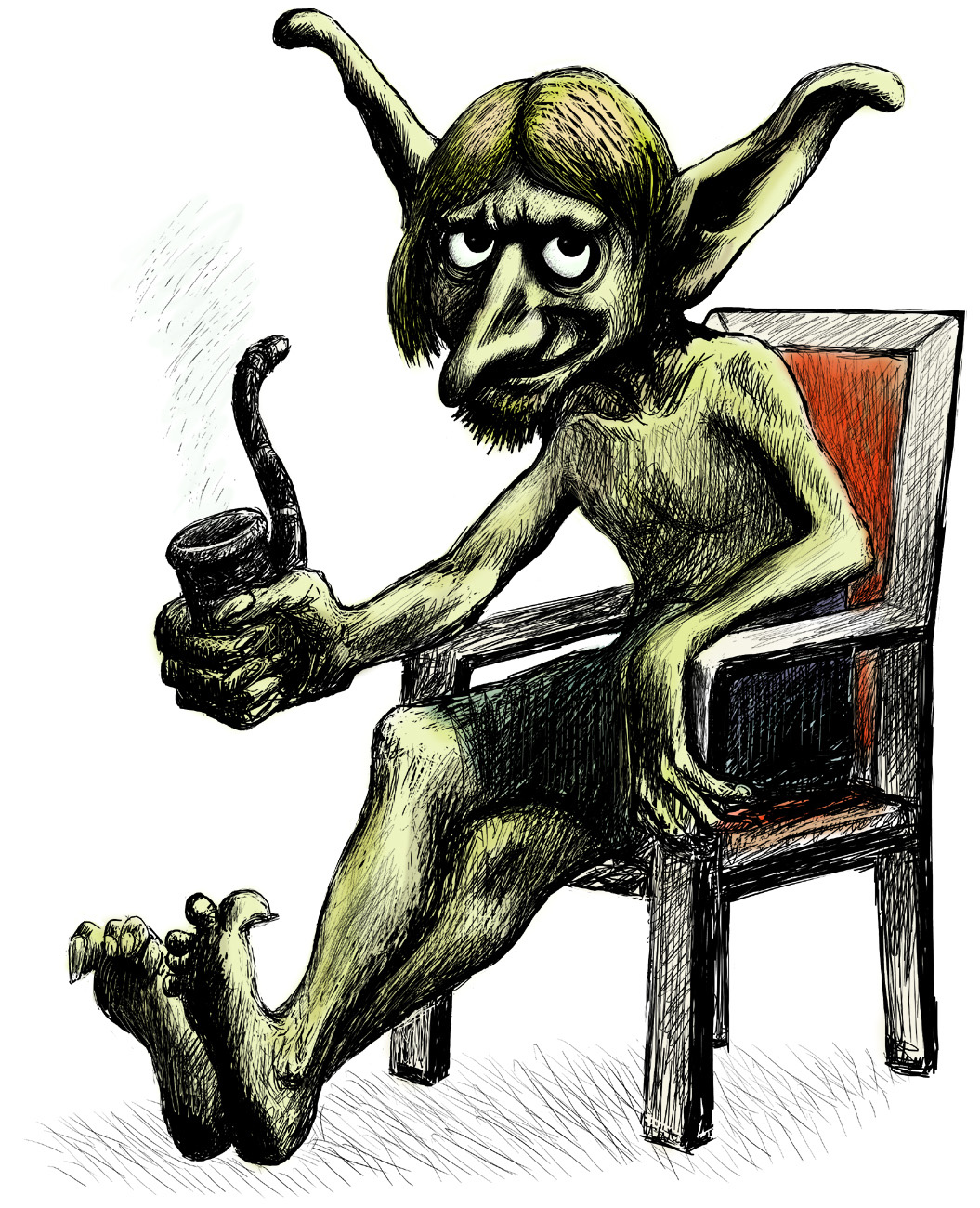
Zeichnung eines Kobolds

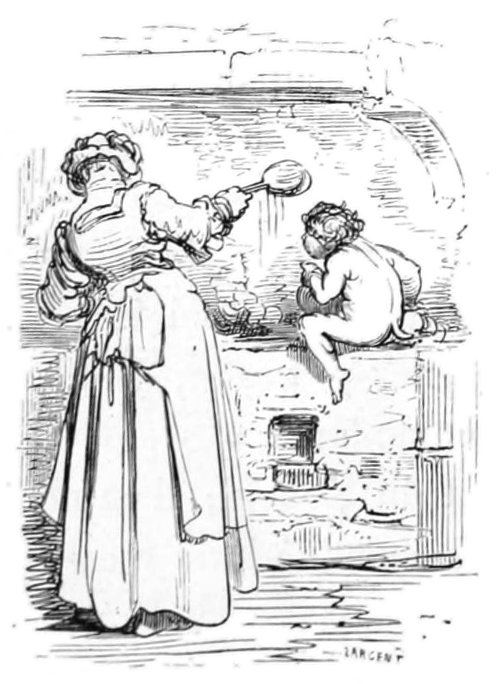
Ein Kobold in Form eines Säuglings, der bei der Hausarbeit hilft.

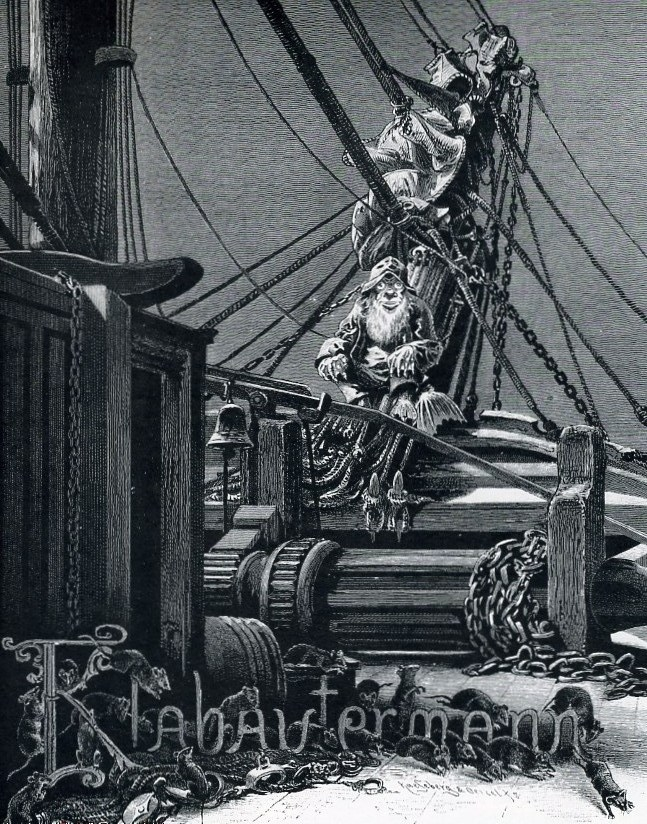
Ein Klabautermann auf einem Schiff, aus dem Buch Zur See, 1885.

Bei dem mittelhochdeutschen kóbolt oder kobólt handelt es sich wahrscheinlich um eine verdunkelte Zusammensetzung, deren erster Teil sich etymologisch von kobe (= Hütte, Stall, Verschlag) ableitet, während der zweite Bestandteil zu hold (= erhaben, gut, wie in „Unhold“ oder „Frau Holle“) oder zu walten (= herrschen, besitzen) gehören kann. Im letzteren Fall bedeutet der Name also eigentlich „Hauswalter, Haushüter“.
Der Kobold ist ein Hausgeist, der das Haus schützt, aber seine Bewohner gerne neckt, allerdings ohne Schaden anzurichten. Er kann zum Beispiel in Form einer Feder erscheinen, die einem im Schlaf auf die Nase fällt und so ein Niesen verursacht. Im Gegensatz zu Kobolden, die als einzelnes Individuum an ein bestimmtes Haus, einen Ort oder eine Familie gebunden sind, leben z. B. Zwerge in der Gesellschaft ihresgleichen.
In altenglischen Glossen erscheint der Kobold unter dem Begriff cofgod, Plural cofgodas, „die Götter des Raumes“. Der Begriff Raum umfasst alle Teile des Hauses, Vorratskammer, Hauptraum usw. Diese Etymologie rückt den Kobold also in die Nähe des slawischen Domowoi oder der römischen Laren. Starke Ähnlichkeiten gibt es ebenfalls mit dem Hausgeist Cofgod (Plural: Cofgodas; engl. cove gods) aus der angelsächsischen Religion. Der germanische Kobold hat sein französisches Pendant, den Goblin. Eng mit der mythologischen Vorstellung des Kobolds verwandt sind die irischen Leprechauns. Im Erzgebirge erscheint er tagsüber als zurückgezogen im Haus lebende schwarze Katze, während er nachts als drachenähnliches Wesen aus dem Schornstein fährt, um seinem Besitzer Geld zuzutragen. Nutznießer von Kobolden werden daher oft wohlhabend, können jedoch nicht sterben, bevor sie den Kobold an eine andere Person abgegeben haben.
Mythologisch gehören Kobolde zur „niederen Mythologie“ und damit zu den Alben (auch Elben, Elfen oder Alfen) als philologische Kategorisierung im Gegensatz zur „höheren Mythologie“ der Götter. Zu den Alben zählt auch der Klabautermann als der „Kobold des Schiffes“. In der Einteilung mythologischer Wesen sind auch die Nixen, Zwerge, Wichtel, Waldmännlein oder Landwichte (altnordisch: landvaettir) ähnlich den Kobolden elbische Naturgeister. Man stellte ihnen dem Volksglauben nach über Nacht eine Schale Milch oder andere Nahrung bereit, was eine Opferhandlung an den Hausgeist darstellte.
Im westlichen Volksglauben, besonders in den USA und in Europa, werden Poltergeister oft als die Seelen Verstorbener angesehen oder als das Werk von Elfen und Kobolden verstanden.
Zuweilen kommen in den volkskundlichen Quellen auch mythische Verschmelzungen zwischen dem Hausgeist und dem Geist des Erbauers des Hofes vor. Der Begriff des Kobolds trennt daher oft nicht genau zwischen Naturgeist und Ahnengeist.
Der namentlich verwandte „Albdruck“ und die davon abgeleiteten „Albträume“ sind Ausdruck anderer elbischer Geister, negativ gedachter Nachtmahren (vgl. engl. nightmare), Dunkel- oder Schwarzalben (altnordisch: svartalf), die Krankheitsdämone darstellen.

## Literarische Figur
Die Beschreibungen und Vorstellungen von Kobolden als literarische Figuren reichen von guten und fleißigen, kleinen, grünen Männchen bis hin zu bösen – stets über ihre Vorhaben schweigenden – hinterlistigen, spitzohrigen Bösewichten.
Der britische Schriftsteller Roald Dahl veröffentlichte 1943 „The Gremlins“. Die Geschichte der kleinen Kobolde, die – besonders im Blick auf Mechanik und hier speziell Luftfahrt – eine Menge Unsinn anrichten.
Oft kann man die Kobolde von den Heinzelmännchen unterscheiden, denn Kobolde sind dem Menschen gegenüber nicht immer gutwillig und hilfsbereit gestimmt. Auch in der Literatur ärgern Kobolde den Menschen und zerstören seine Arbeit. Manche Kobolde, wie zum Beispiel Pumuckl von Ellis Kaut, betrachten es als schwere Beleidigung, wenn man sie als Heinzelmännchen bezeichnet. In Karl-Heinz Witzkos Die Kobolde werden Kobolde in Verbindung mit Wechselbälgern gebracht.
In vielen Fantasy-Universen kommen Kobolde in der einen oder anderen Art vor, meist sind sie kleine hinterlistige Spaßmacher. 
In den Harry-Potter-Romanen sind Kobolde kleine intelligente magische Lebewesen. Sie sind in der Gringotts Bank in der Winkelgasse in London geschäftstätig. Die im Hogwarts-Internat wohnhaften Hauselfen entsprechen viel eher der Definition eigentlicher Kobolde, werden aber nicht mit Kobolden in Verbindung gebracht.
In den Scheibenwelt-Romanen von Terry Pratchett sind Kobolde in technischen Apparaten eingesetzt, zum Beispiel im „Disorganizer“ von Kommandeur Mumm oder in Kameras, wo sie die Bilder, die sie durch die Optik sehen, schnell auf Leinwände pinseln (z. B. in Der fünfte Elefant in der Verkehrsüberwachung).
In der heutigen Fantasy werden Kobolde auch „Lutin“ genannt (le lutin = französisch für Kobold). Es gibt Fassungen, in denen die Lutin als kleine Gestaltwandler mit Tierbestandteilen (Kopf, Schwanz) beispielsweise von Füchsen dargestellt werden.

## Trivia

### Film
In Ridley Scotts Film Legend aus dem Jahr 1985 tauchen Kobolde auf.
In Neil Gaimans Fernsehserie und Buch American gods verwendet der Autor die Folklore verschiedener Kulturen und erwähnt einen Kobold.
Im Fantasyfilm (1984) zur „Unendlichen Geschichte“ von Michael Ende wird Atréju von den Kobolden Engywuk und seiner Frau Urgl gesund gepflegt.

### Videospiele

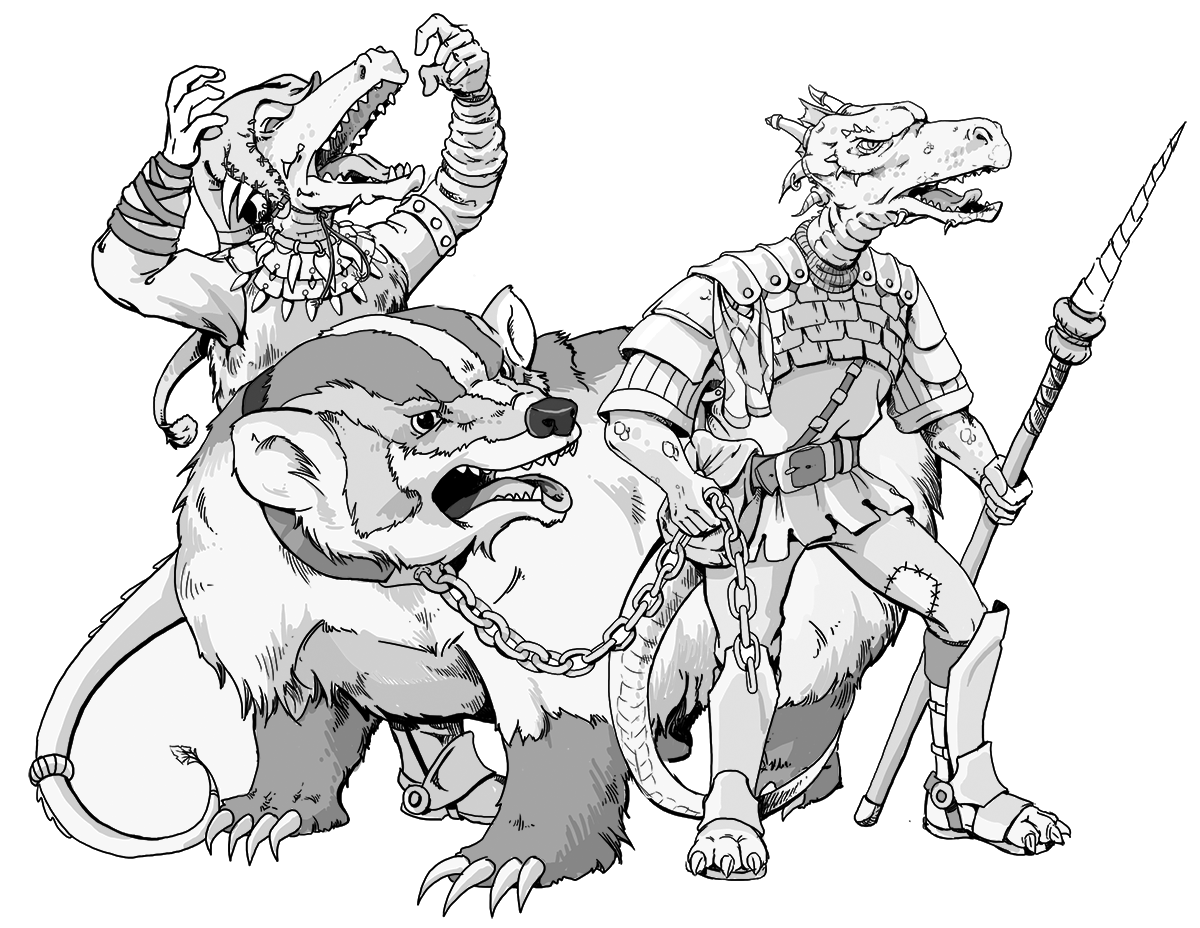
Zwei Kobolde im Rollenspiel Dungeons and Dragons.

Im bekannten Rollenspiel Dungeons & Dragons tauchen Kobolde ebenfalls auf. Hier ähneln sie allerdings eher Reptilien, die unterirdische Höhlen und Minen bewohnen, und man kennt sie als fiese aber feige Sklavenhalter, Fallensteller und Drachenanbeter.
In Dark Age of Camelot sind die Kobolde ein spielbares Volk aus dem Königreich Midgard. In Blizzard-Spielen wie Warcraft III: Reign of Chaos, World of Warcraft oder Hearthstone: Heroes of Warcraft sind Kobolde Ungeziefer, das in Minen gräbt und diese verseucht. In Rogue-likes mit Fantasy-Universum (wie Rogue, Angband, Brogue, Dungeon Crawl Stone Soup) sind Kobolde in der Regel schwache Kreaturen, die in den ersten Levels zu finden sind. In Dwarf Fortress sind die Kobolde eine der fünf zivilisierten Rassen im Spiel. Sie sind eher schwache Kreaturen, die in Höhlen leben und manchmal kommen sie, um wertvolle Gegenstände aus den Zwergenfestungen zu stehlen. Im Entropia Universe ist der Kobold eine Rüstung, die auf Angriffe vom Typ Eis spezialisiert ist.
In Final Fantasy XIV sind die Kobolde ein Barbarenstamm, der in den Minen von Noscea in einer Gemeinschaft lebt. Sie haben ein Aussehen zwischen Goblin und Ratte, wobei ihre Gesichter durch einen Helm verborgen sind und nur das Licht ihrer roten Augen durchscheint. Sie sind als hervorragende Schmiede bekannt. Ursprünglich friedlich, wandten sie sich gegen die Stadtstaaten, als das Abkommen, ihre Minen nicht zu betreten, gebrochen wurde, und beschworen ihren Ur-Titan, um sich zu verteidigen.
In Northgard sind die Kobolde eine neutrale Fraktion, die vom Computer gesteuert wird. Sie werden als kleine, gräuliche Wesen dargestellt, die in den Wäldern leben. Verbündet sich der Spieler mit ihnen, kann ein recht lukrativer Handel mit dem Königreich der Kobolde betrieben werden. Bei Feindschaft überfallen die Kobolde in unregelmäßigen Abständen das vom Spieler gesteuerte Gebiet.

## Begriffliche Ableitungen
Der Name des chemischen Elements Cobalt ist offenbar von Kobold abgeleitet.
Siehe auch Etymologische Liste der chemischen Elemente.